# 莫里茨 (萨克森)

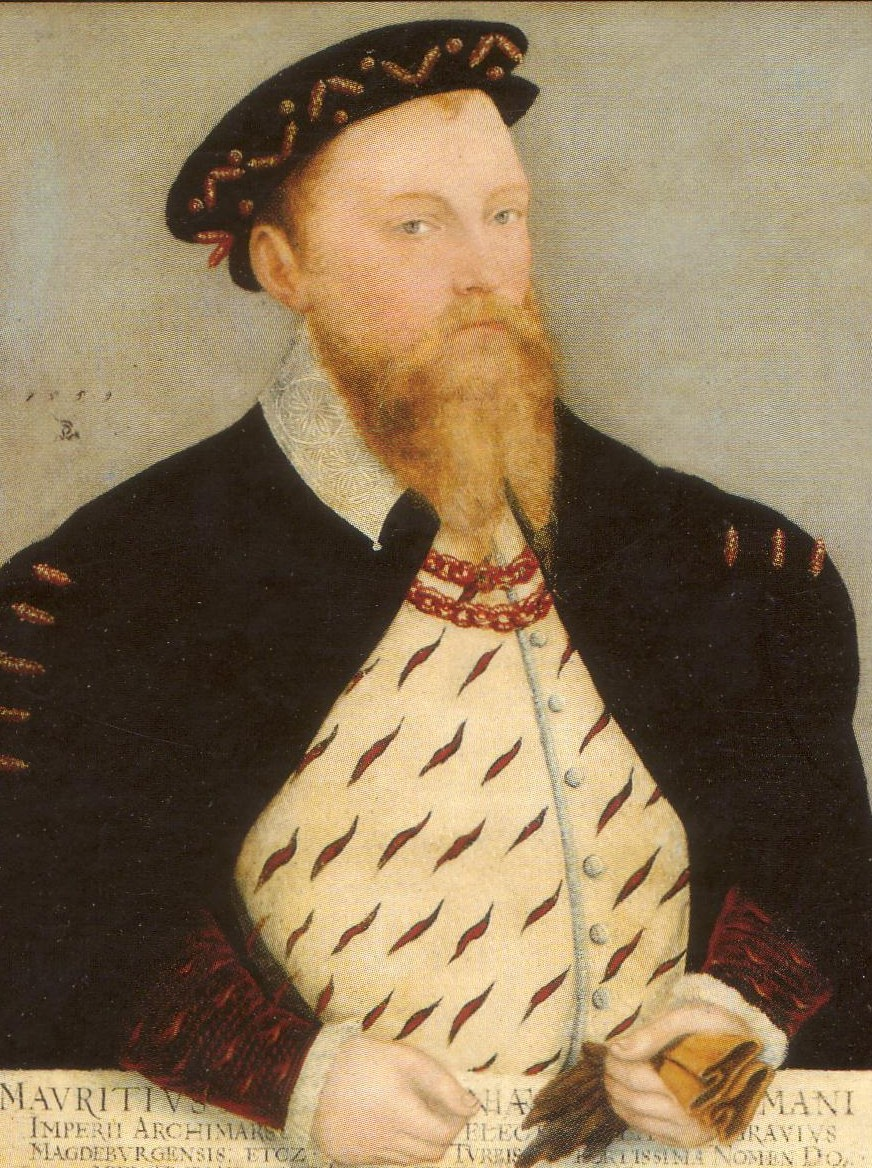
萨克森选侯莫里斯

莫里斯·冯·萨克森（1521年3月21日—1553年7月29日），德意志的萨克森公爵（1541-1553年）和稍後的萨克森选侯（1547-1553年在位）。他原來幫助神圣罗马帝国皇帝查理五世擊敗施馬爾卡爾登聯盟，並機巧地操縱各種爭端，終使韦廷王朝的阿尔布雷希特支系取代主家恩斯特系，在查理獎賞之下，获得广大的领地及选侯之位，但後來立刻背叛查理，讓新教德意志的勢力定型下去，而有了1555的《奧格斯堡和約》，使路德宗在神聖羅馬帝國中獲得了正式的地位，諸侯可以自由選擇其領地的宗教信仰。

## 生平

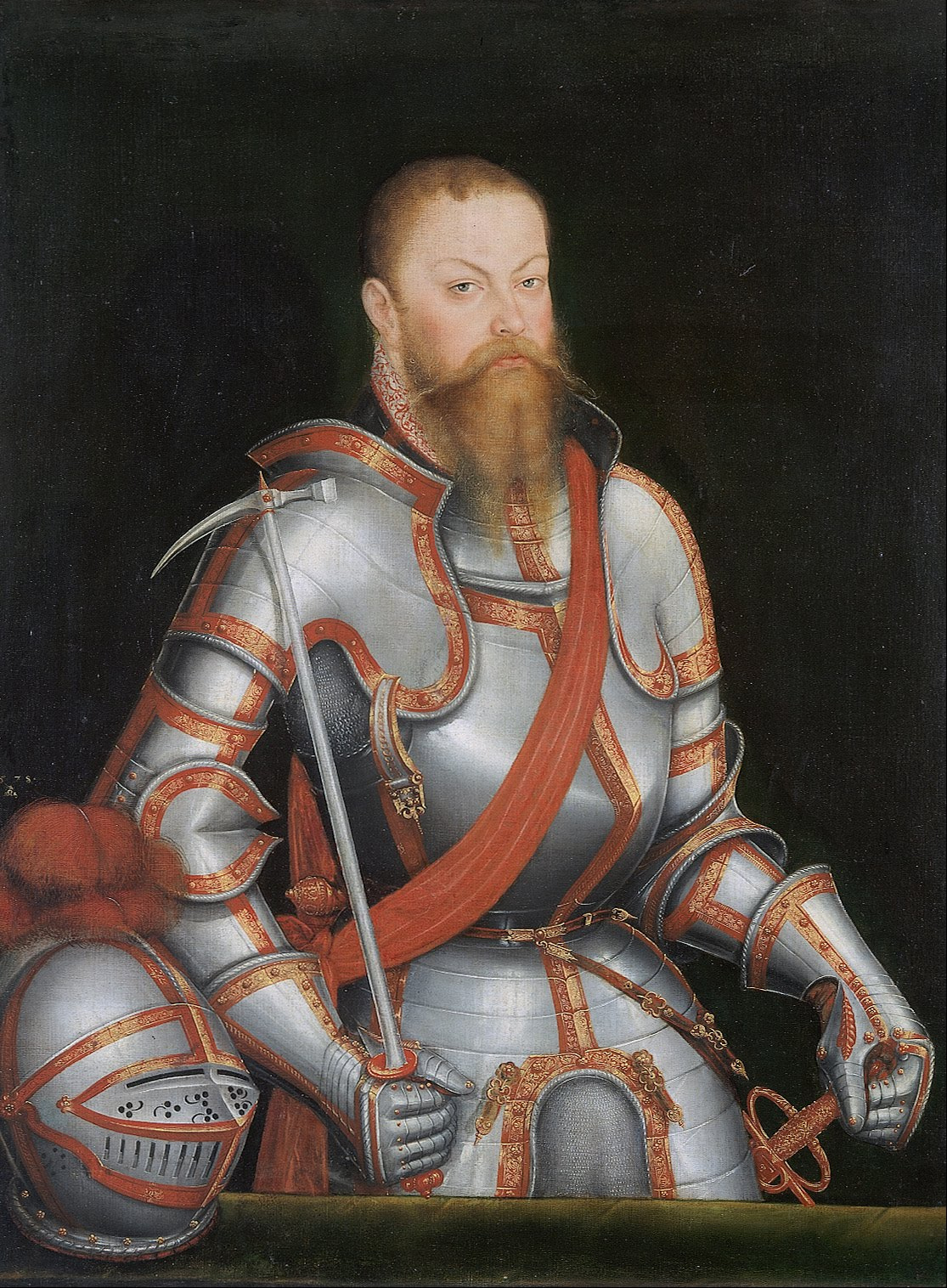
莫里斯身著盔甲的肖像畫，由小盧卡斯·克拉納赫繪

他是萨克森公爵虔诚的亨利长子，1541年承袭父位为萨克森公爵，並娶了黑森伯爵菲利普一世的女兒艾格妮絲為妻。他虽然是新教徒，但積極协助天主教皇帝查理五世發動各項戰爭，對抗土耳其人（1542）、克勒弗（1542）和法国（1543）。但另一方面，身為路德新教的他也在領地上沒收天主教產，這項行動的法律依據是1543年的《國家新法令》。
1545年查理以萨克森选侯之位拉拢他，反对路德派的施马尔卡尔登聯盟，该同盟的兩位領袖，一個是莫里斯的岳父菲利浦，一個是自己家族的恩斯特支系──寬宏的约翰·弗里德里希。他因為背叛新教的親友和信仰，被侮辱地蔑稱為「猶大」。

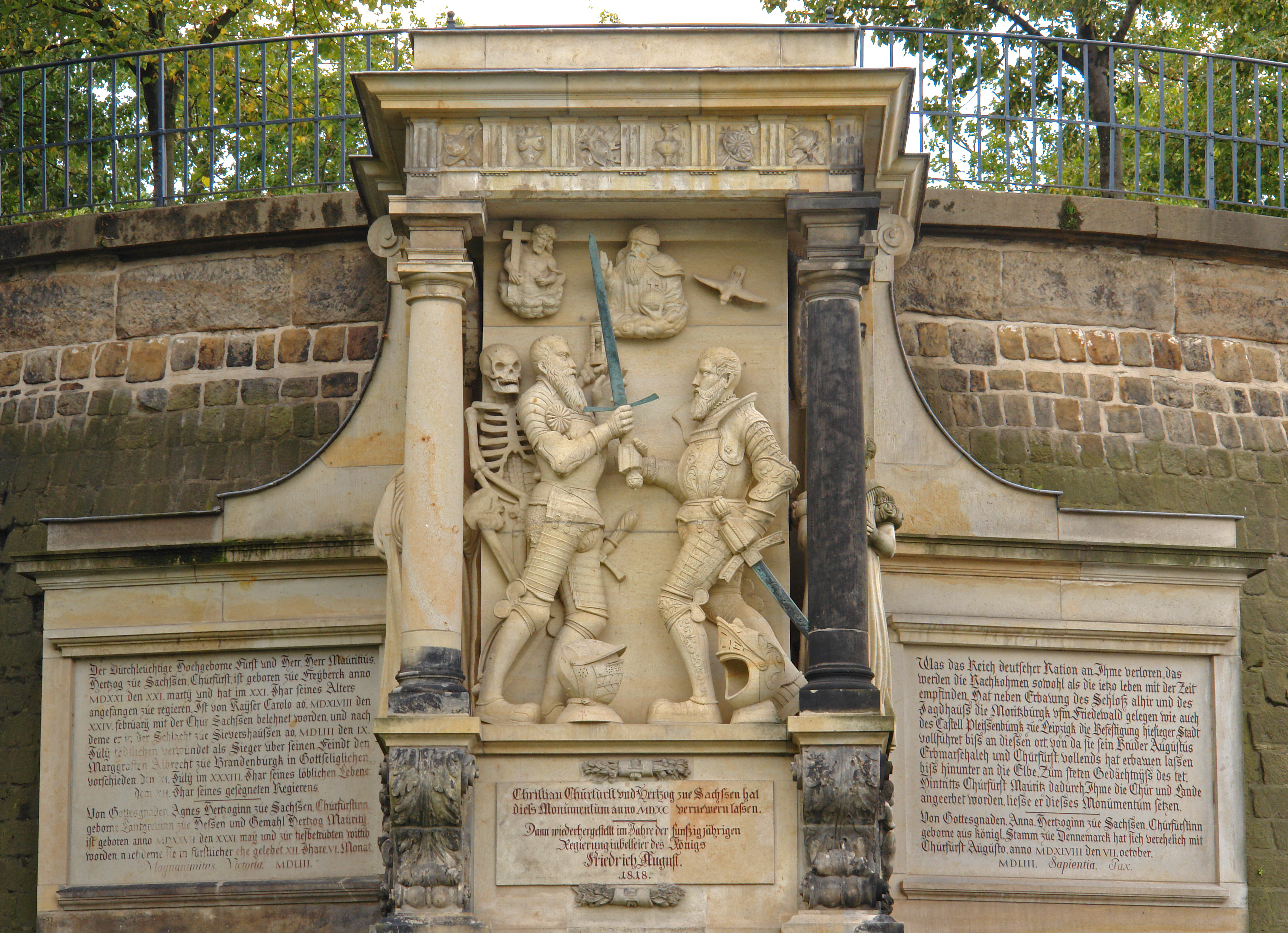
位於德勒斯登的莫里斯墓碑

在易北河關鍵的米尔贝格战役中，查理五世和莫里斯大敗新教軍的約翰和菲利浦並將兩人俘虜，於是戰勝的莫里斯取代約翰成為薩克森选侯，并获得大批领地。不久，他开始反对查理复兴天主教的计划，并继续囚禁其岳父黑森伯爵（地位相当于公爵的伯爵）高尚的菲利普。1550年莫里斯受命夺取反叛的路德派占据的马格德堡，他抓住时机起兵，并與法王亨利二世、德意志诸侯签订反对哈布斯堡王朝的协定。1552年3月新教勢力攻進德意志南部和奥地利的一部分，并迫使在当地疗养的皇帝出逃，連帶逼使查理释放了菲利普。他因此重回新教陣營，不再被視為叛徒，而且新舊教雙方都對他表示同樣的尊敬。
1552年中，查理為了集中兵力對付法軍，對新教徒做出巨大让步而签订了《帕绍條约》，给予新教徒一定的自由，并使查理在帝国内统一信仰的希望彻底破灭。當帕绍条约确立了路德教的地位後，莫里斯又回到了皇帝的阵营，率領1.1萬人出征盘踞匈牙利的土耳其人，但是當土耳其猛攻皇帝軍的陣地時，他的軍隊卻因為黑死病爆發而沒有動作。
最后，莫里斯回國後，1553年在德意志西北部与勃兰登堡藩侯阿尔贝特二世·阿尔齐比亚德斯開戰，後者反对帕绍停战和約。7月9日莫里斯在锡沃斯豪斯打败阿尔贝特，但本人也中槍而重傷，兩天後傷重不治。因為他沒有兒子，萨克森选侯国的选侯之位传给他唯一的弟弟──奧古斯特。

## 家庭

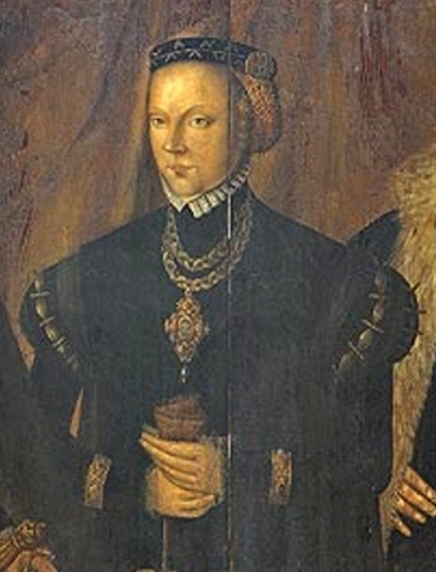
莫里斯之妻─黑森的阿格尼絲

1541年他與黑森的阿格尼絲結婚，兩人只育有兩個女兒：長女安娜嫁給荷蘭國父威廉一世；次女阿爾貝汀於一歲早夭。